# NGC 3255
NGC 3255 je otvoreni skup u zviježđu Kobilici.

## Vanjske poveznice
- (eng.) SEDS: NGC 3255
- (eng.) Revidirani Novi opći katalog
- (eng.) Izvangalaktička baza podataka NASA-e i IPAC-a
- (eng.) Astronomska baza podataka SIMBAD
- (eng.) VizieR